# Белаид, Тиджани
Тиджани Белаид (араб. تيجاني بلعيد‎; род. 6 сентября 1987, Париж) — тунисский футболист французского происхождения, полузащитник клуба «Кретей».

## Карьера

### Клубная
Воспитанник юношеских команд футбольных клубов «Париж» и «Интернационале». В последнем начал профессиональную карьеру, приняв участие в матче сезона 2004/05 против «Реджины», который стал единственным матчем проведенным Тиджани за итальянский клуб.
В январе 2007 году перешёл на правах аренды в нидерландский клуб «ПСВ», но не провёл ни одного официального матча за команду.
Привлек внимание представителей тренерского штаба клуба «Славия» (Прага), в состав которого присоединился в 2007 году. Сыграл за пражскую команду следующие четыре сезона. За это время дважды завоевывал титул чемпиона Чехии.
В 2011 года перешёл в английский клуб «Халл Сити». 17 января этого же года дебютировал за новый клуб в матче Чемпионшипа против «Кардифф Сити».
31 августа 2011 года подписал двухлетний контракт с кипрским клубом «АПОЭЛ». Дебют за «легенд» состоялся 15 октября в матче против «АЕЛ» (Лимасол), где он вышел на замену во втором тайме. 19 ноября 2011 года он забил первый гол за кипрский клуб, в матче против «Эрмис».
В конце января 2012 подписал шестимесячный контракт с немецким клубом «Унион» (Берлин). В январе 2013 года перешёл в португальский «Морейренсе». Сезон 2013/14 провёл в болгарском «Локомотиве».
7 июля 2014 года подписал двухлетний контракт с клубом «Клуб Африкэн».
17 января 2017 года «Верия» официально объявила о приобретении полузащитника Белаида до конца сезона 2016/2017.
26 апреля 2017 года подписал однолетний контракт с «Шривиджая».
В марте 2021 года Белаид заключил соглашение с киргизским клубом Премьер-Лиги «Алай» (Ош).

### Сборная
В 2006 году дебютировал в официальных матчах в составе национальной сборной Туниса.

## Личная жизнь
Его брат, Аймен, также является профессиональным футболистом.

## Достижения
- Чемпион Чехии: 2007/08, 2008/09